# Karl Wilhelm Becker
Karl (Carl) Wilhelm Becker (ur. 28 czerwca 1772 w Spirze, zm. 11 kwietnia 1830 w Bad Homburg) – niemiecki numizmatyk, medalier, handlarz i fałszerz numizmatów.

## Życie i działalność
Pochodzący z miejscowej rodziny kupieckiej, w młodości wyuczył się zawodu i początkowo przez wiele lat prowadził handel winami. Po pobycie we Frankfurcie i Mannheim przeniósł się do Offenbach, gdzie osiadł na dłużej (1815–1826) i zajął handlem antykami, co umożliwiło mu dostęp do najlepszych kręgów towarzyskich, w których znany był jako „Antiken-Becker”. Ok. 1796 zainteresował się numizmatyką.
Sztukę grawerowania przyswoił sobie samodzielnie i od ok. 1805 rozpoczął proceder fałszowania monet starożytnych. Często wykorzystując jako materiał tanie i pochodzące z odrzutów oryginały, przebijał je własnymi stemplami naśladowanych monet antycznych. Tworzył również typy nigdy w numizmatyce nieistniejące. Monety te sztucznie postarzał wymyślonym przez siebie sposobem, wożąc je podczas licznych podróży powozem w skrzynce wypełnionej opiłkami żelaza, zaś odpowiednią patynę nadawał im przetrzymując w gnojówce bądź w siarkowanych beczkach. Wkrótce podobne metody zastosował także względem monet średniowiecznych i nowożytnych.
Równocześnie rozwinął handel numizmatami i dzięki swej niepospolitej wiedzy stał się znanym numizmatykiem. Cieszył się nawet przyjaźnią J.W. Goethego, który wyrażał się o nim z uznaniem, zaś w księciu Karlu von Isenburg znalazł życzliwego protektora, który zapewnił mu posadę bibliotekarza i nadał tytuł radcy dworskiego. W 1826 r. ujawnił się jako sprawca fałszerstw, które w swej książce wykazał włoski numizmatyk i archeolog Domenico Sestini. Sam jednak nigdy nie uważał się za fałszerza, lecz za „odtwórcę monet antycznych”, a tym samym za „mecenasa” muzealnych zbiorów i kolekcjonerów, którym dostarczał wartościowy „materiał studyjny”. Ofiarą jego zdolności padł nawet książęcy gabinet numizmatyczny w Gocie, któremu odstąpił wiele złotych monet, umieściwszy wśród nich kopie uprzednio sporządzone na podstawie odcisków. W końcowym okresie życia wyniósł się do Homburga, gdzie zmarł, ogromnie zadłużony, po daremnych staraniach sprzedaży swych stempli i pozostałych obiektów sztuki.
Łącznie wykonał przeszło 600 stempli, przy użyciu których wybił ponad 360 typów monet i medali – głównie starożytnych (greckich i rzymskich) oraz średniowiecznych (merowińskich i karolińskich). Dziś wykonane przez niego imitacje stanowią same w sobie przedmiot kolekcjonerstwa, będąc częstokroć tak drogie i poszukiwane jak odpowiadające im oryginały. Szczególnie wiele – 550 egzemplarzy (pochodzących z darowizny miejscowego kolekcjonera) zgromadzono ich w miejskim muzeum historycznym w Offenbach, gdzie zbiór ten stale powiększany jest nowymi zakupami.

## Literatura tematu
- G.F. Hill: Becker the counterfeiter, London 1924 [reprint Chicago 1977]
- M.E. Pinder: Carl Wilhelm Becker. Die Beckerschen falschen Münzen. Nabu Press 2012 [reprint]
- M.E. Pinder: Numismatique beckerienne: Recueil des médailles contrefaites par Becker [ed. University of Michigan Library 1853]